# Kongeriget Yemen
Kongeriget Yemen, i sin samtid kendt som Yemen, var en stat som fandtes fra 1918 til 1962 i den nordvestlige del af det nuværende Yemen. Kongeriget Yemen blev efter et militærkup i 1962 omdannet til Den Arabiske Republik Yemen som senere blev kendt under navnet Nordyemen. Hovedstaden var Sana'a indtil 1948 og derefter Taiz.

## Historie
Den nordlige del af Yemen var under skiftende kontrol af det Osmanniske Rige og den shiamuslimske Zaydi-sekt gennem flere hundrede år, mens de sydlige områder var forskellige britiske protektorater.
30. oktober 1918 hvor det Osmanniske Rige var svækket og ikke langt fra sit endelige sammenbrud, erklærede Imam Yahya Muhammad fra dynastiet al-Qasimi det nordlige Yemen en uafhængig, suveræn stat. I 1926 proklamerede Yahya Kongeriget Yemen, og han blev verdslig konge såvel som en Zaydi åndelig leder. Den nye stat blev international anerkendt, og der blev indgået en venskabstraktat med Kongeriget Italien i september 1926.
I 1920'erne havde Yahva udvidet sin magt mod nord ind i Tihamah- og 'Asir-regionerne, men kom i konflikt med kong Abdul Aziz af Saudi-Arabien. I begyndelsen af 1930'erne tilbageerobrede saudiske styrker det meste af disse områder, før de igen trak sig tilbage fra dele af dem, inklusive den sydlige tihamahske by Al-Hudaydah. Den nuværende grænse mellem Yemen og Saudi-Arabien blev fastlagt af Taif-traktakten af 20. maj 1934 efter den saudisk-yemenittiske krig.
Yahya anerkendte ikke kongerigets sydlige grænse mod det britiske Adenprotektoratet som var forhandlet af hans osmanniske forgængere hvilket førte til lejlighedsvise skærmydsler med briterne.
Kongeriget Yemen blev et stiftende medlem af den Arabiske Liga i 1945, og tilsluttede sig FN 30. september 1947. Det deltog med en mindre styrke 
i den arabisk-israelske krig 1948.
Imam Yahya blev dræbt under et mislykket, blodigt kupforsøg i 1948, og blev efterfulgt af sin søn, imam Ahmad bin Yahya som genvandt magten efter flere måneder. Hans styre var præget af voksende udvikling og åbenhed, samt forøget konflikt med Storbritannien om den britiske tilstedeværelse i syd som stod i vejen for hans forhåbninger om skabelsen af et Storyemen. Han var noget mere fremadrettet og åben for udenlandske kontakter end sin far, men hans regime var, ligesom farens, autokratisk og middelalderagtig i karakter; selv de mindste detaljer krævede hans personlige godkendelse.
I marts 1955 blev Ahmad kortvarigt afsat ved et kup udført af en gruppe officerer og to af hans brødre, men kuppet blev hurtigt nedkæmpet. Ahmad var udsat stigende pres fra arabisk nationalisme, og i april indgik han en gensidig forsvarspagt med Ægypten. I 1958 tilsluttede Yemen sig den Forenede Arabiske Republik (en sammenslutning som Ægypten og Syrien havde indgået kort forinden) i konføderation som kom til hedde de Forenede Arabiske Stater. Konføderationen blev opløst efter Syrien trak sig fra den Forenede Arabiske Republik og de Forenede Arabiske Stater i september 1961, og forholdet mellem Yemen og Ægypten blev derefter dårligere.
Imam Ahmad døde i september 1962 og blev efterfulgt af sin søn, kronprins Muhammad al-Badr, hvis styre blev meget kortvarigt. Ægyptisk trænede officerer inspireret af Ægyptens præsident Nasser og ledet af kommandøren af den kongelige livvagt, Abdullah as-Sallal, afsatte ham en uge efter kroningen, tog kontrol over Sana'a, og skabte den Arabiske Republik Yemen. Det udløste den langvarige borgerkrig i Nordyemen (1962-1970) og åbnede en ny front i den arabiske kolde krig. Ægypten hjalp den Arabiske Republik Yemen med tropper og forsyninger, mens monarkierne i Saudi-Arabien og Jordan støttede Badrs styrker i kampen mod den nydannede republik. De ægyptiske styrker blev trukket tilbage i 1967. Krigen sluttede i 1970 hvorefter Saudi-Arabien anerkendte republikken.

## Flag
- Kongeriget Yemens flag (1918-1923)
- Kongeriget Yemens flag (1927-1962)